# Françoise Basch
Françoise Yvonne Basch (* 3. Juni 1930 in Paris; † 6. März 2023 ebenda) war eine französische Literaturwissenschaftlerin und Feministin.

## Leben
Françoise Baschs Mutter Marianne Moutet (1904–2000) war Gynäkologin und setzte sich für die Straffreiheit der Abtreibung ein. Durch sie war Françoise Enkeltochter des sozialistischen Politikers Marius Moutet (1876–1968). Baschs Vater war der Arzt Georges Louis Basch (1894–1940), er starb bei der deutschen Besetzung Frankreichs durch Suizid. Durch ihn war sie Enkeltochter des Philologen Victor Basch und der Ilona Fürth-Basch, die 1944 während der deutschen Besatzung als Widerstandskämpfer und Juden ermordet wurden. Ihre Tante Yvonne Basch war mit dem Soziologen Maurice Halbwachs (1877–1945) verheiratet, der im KZ Buchenwald ermordet wurde.
Basch entkam mit ihrem Bruder André Victor Basch und ihrer Mutter der deutschen Judenverfolgung zunächst in Dieulefit in der unbesetzten Zone von Vichy-Frankreich, und ihnen gelang dann die Flucht in die Schweiz.
Nach dem Zweiten Weltkrieg besuchte sie ein Gymnasium in Paris. Sie studierte an der Sorbonne und in London und wurde 1968 bei Jean-Jacques Mayoux mit einer Dissertation über die Frauen im britischen Viktorianismus promoviert. Sie lehrte Literatur und „civilisation britannique“ an der Universität Paris VII und hatte Gastprofessuren am Queens College New York und am Purchase College im Bundesstaat New York.
Basch engagierte sich in der feministischen Bewegung und gründete 1975 zusammen mit Michelle Perrot die „Groupe d’études féministes“ (GEF), woraus das „Centre d’Enseignement de Documentation et de Recherches pour les Etudes Féministes“ (CEDREF) in Paris entstand. Sie schrieb 1994  eine Biografie ihres Großvaters Victor Basch, für die sie den „Prix Henri-Hertz“ erhielt.

## Schriften (Auswahl)

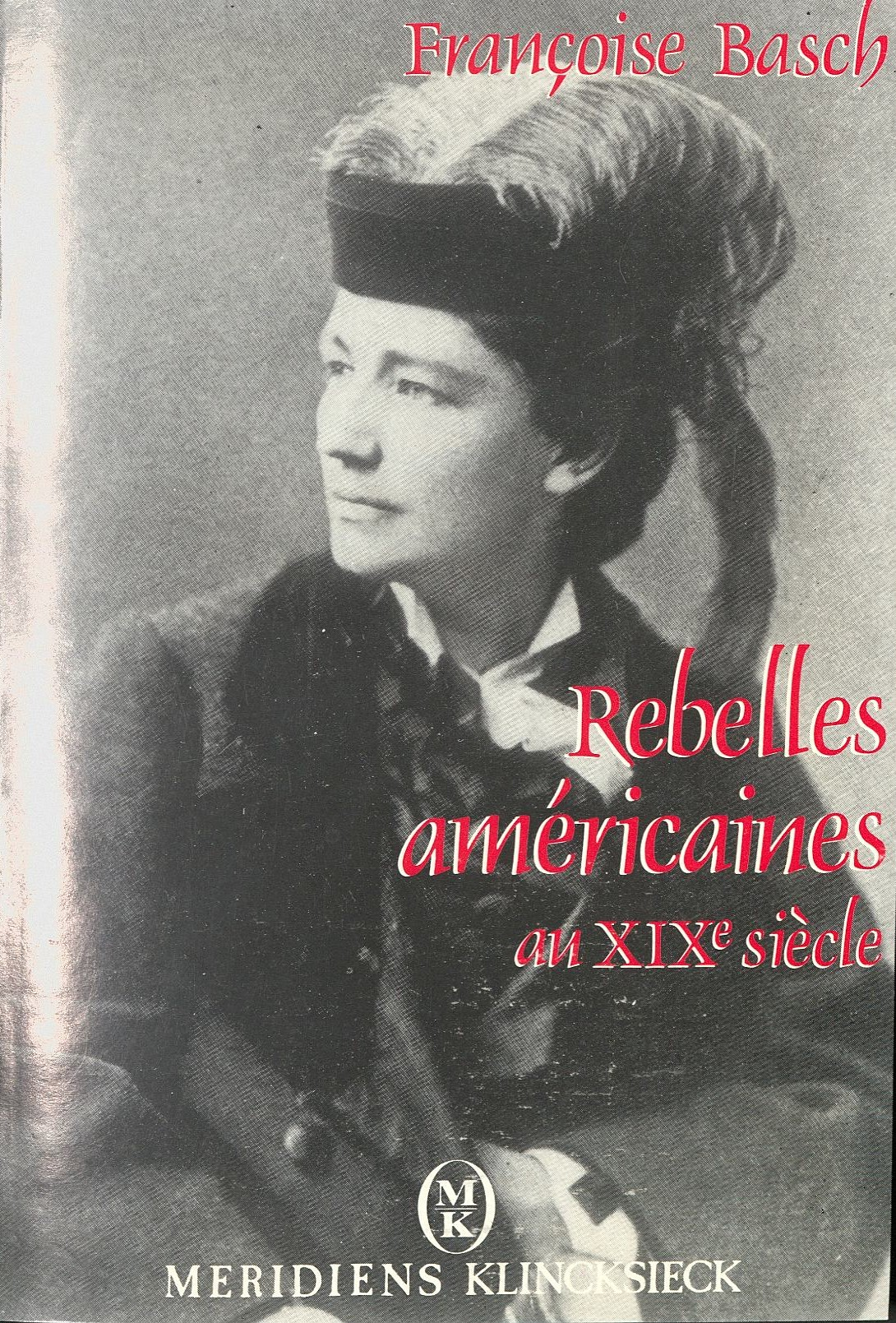
Victoria Woodhull auf dem Bucheinband (1990)

- Les femmes victoriennes: roman et société 1837–1867. Payot, 1979
- Rebelles américaines au XIXe siècle. Mariage, amour libre et politique. Vorwort Madeleine Rebérioux. Paris: Méridiens Klincksieck, 1990
- Victor Basch ou la passion de la justice : de l’Affaire Dreyfus au crime de la Milice. Plon, 1994
- Françoise Basch, Eileen Yeo (Hrsg.): Mary Wollstonecraft and 200 years of feminisms. London: Rivers Oram Press, 1997
- Victor Basch, un intellectuel cosmopolite. Paris: Berg Internat. Éd, 2000
- Ilona, ma mère et moi. Donnemarie-Dontilly: Éd. iXe, 2011
- Gender and Survival: A Jewish Family in Occupied France, 1940-1944. In: Feminist Studies, 2006, S. 299–331